# Вилья-Рехина
Вилья-Рехина (исп. Villa Regina) — город и муниципалитет в департаменте Хенераль-Рока провинции Рио-Негро (Аргентина).

## История
7 ноября 1924 года «Compañía Italo Argentina de Colonización» получила 5000 гектаров для того, чтобы построить на них город. В следующем году президент Аргентины Марсело Торкуато де Альвеар подписал указ, утверждающий создание колонии, которая получила название в честь его жены Рехины Пасини.